# 2000
Cette page concerne l'année 2000 (MM en chiffres romains) du calendrier grégorien. Pour l'année 2000 av. J.-C., voir 2000 av. J.-C. Pour le nombre 2000, voir 2000 (nombre). Pour les autres significations, voir 2000 (homonymie).
L'année 2000 est une année séculaire et une année bissextile qui commence un samedi.
C'est la dernière année du XXe siècle et du IIe millénaire.
Le passage de 1999 à 2000 a été largement fêté, avec en plus le succès du projet mondial de passage informatique à l'an 2000, après un suspense sur ce que seraient les conséquences du bug de l'an 2000.
Économiquement, 2000 est l'année du record de la bulle Internet où les bourses ont atteint leur niveau record, avant de perdre jusqu’à 80 % de leur valeur les années suivantes (cas du NASDAQ).
Pour les catholiques, cette année a été celle du grand Jubilé de l'an 2000 (considéré comme Année sainte).
Des odonymes (« Rue de l'An 2000 »,…) ont été créés pour rappeler le changement de millésime, qui n'est cependant pas l'année du changement de siècle ni de millénaire ; en effet, le XXIe siècle et le IIIe millénaire ont débuté le 1er janvier 2001.

## En bref
- 1er janvier : Passage avec succès des systèmes informatiques à l'an 2000 dans le monde. Grâce à plusieurs années de travaux de la part des informaticiens (projet Y2k), les problèmes de datation communément appelés bug de l'an 2000 ont été très limités au cours des premiers jours de l'année.
- 26 juillet : Kofi Annan, secrétaire général des Nations unies, réunit 50 patrons de firmes transnationales (ou multinationales) pour tenter d'associer mondialisation et droits de l'homme et lance le « Global Impact », associant aussi des ONG.
- 14 août : adoption de la résolution 1315 du Conseil de sécurité des Nations unies, pour la création du Tribunal spécial pour la Sierra Leone.
- 1er octobre : Kofi Annan nomme le diplomate français Jean-Marie Guéhenno au poste de secrétaire général adjoint aux opérations de maintien de la paix de l'ONU.

## Chronologie territoriale

### Afrique
- 20 janvier : le Vol 431 Kenya Airways s'écrase peu après son décollage de l'aéroport d'Abidjan.
- 27 janvier : au Sénégal, ouverture d'une information judiciaire pour crime contre l'humanité à l'encontre de l'ancien président du Tchad, Hissène Habré.
- 17 mars : à Kanungu en Ouganda, 330 adeptes d'une secte millénariste sont brûlés vifs dans une église pour se sauver de la damnation.
- 19 mars : au Sénégal, Abdoulaye Wade remporte l'élection présidentielle.
- 23 juin : accord de Cotonou de coopération entre l'Union européenne et les États d'Afrique, Caraïbes et Pacifique.

### Amérique
- 16 janvier : au Chili, victoire du socialiste Ricardo Lagos à l’élection présidentielle.
- 21 janvier : coup d'État en Équateur : le président Jamil Mahuad est renversé. Le vice-président Gustavo Noboa assure la présidence du pays avec le soutien des militaires.
- 31 janvier : un MD-83 d'Alaska Airlines (vol 261) s'écrase dans l'Océan Pacifique au large de Los Angeles tuant les 88 personnes à bord.
- 2 mars : après 16 mois de procédures juridiques, le général Pinochet quitte libre le Royaume-Uni pour le Chili.
- 8 avril-3 juin : élections générales péruviennes. Le président Alberto Fujimori obtient un troisième mandat.
- 2 juillet : Vicente Fox est élu président du Mexique.
- 25 juillet : un Concorde d'Air France à destination de New York s'écrase peu après le décollage à Gonesse (France). 113 morts.
- 7 novembre : élection présidentielle aux États-Unis, le résultat du vote demeure incertain avec la contestation du dépouillement des bulletins de vote en Floride.
- 12 décembre : la Cour suprême des États-Unis décide l'arrêt des opérations de recomptage, donnant ainsi la victoire électorale à George W. Bush contre Al Gore.

### Asie
- 18 mars : Taïwan Chen Shui-bian, favorable à l'indépendance, est élu président malgré les pressions de Pékin.
- 11 mai : l'Inde compte officiellement 1 milliard d'habitants.
- 15 juin : rencontre entre le président de la Corée du Sud Kim Dae-Jung et le leader nord-coréen Kim Jong-il à Pyongyang. Une déclaration commune évoque une réunification de la Corée.
- 29 juin : le ferry Cahaya Bahari, surchargé, fait naufrage en Indonésie, au large de l'archipel des Moluques. Le bilan est de 470 victimes.

### Proche-Orient
- 24 mai : Départ des troupes israéliennes du Sud du Liban après 22 ans d'occupation.
- 31 juillet : Moshe Katsav remporte l'élection présidentielle israélienne.
- 28 septembre : À Jérusalem, la visite d'Ariel Sharon sur l'esplanade des Mosquées provoque des affrontements entre Palestiniens et forces de sécurité israéliennes. C'est le début de la seconde intifada.
- 7 octobre : Adoption par le Conseil de sécurité de l'ONU de la résolution 1322 condamnant la provocation d'Ariel Sharon, chef du Likoud, qui s'était rendu le 28 septembre sur l'esplanade des Mosquées à Jérusalem et les violences qui se sont ensuivies dès le lendemain avec le déclenchement de la seconde intifada.
- 12 octobre : 17 marins américains périssent dans un attentat à bord du navire USS Cole, qui faisait escale dans le port d'Aden au Yémen.

### Europe
- 1er janvier : réouverture du Centre Pompidou après 27 mois de travaux.
- 6 janvier : Mort du dernier individu de Bouquetin des Pyrénées (Capra pyrenaica pyrenaica). La sous-espèce est officiellement éteinte[2].
- 30 janvier : Catastrophe de Baia Mare en Roumanie.
- 1er février : la durée hebdomadaire du travail passe à 35 heures dans les entreprises de plus de 20 salariés.
- 4 février : en Autriche, le conservateur Wolfgang Schüssel forme un gouvernement comprenant six ministres ultra-nationalistes sur douze.
- 6 février : en Finlande, Tarja Halonen devient la première femme présidente de ce pays.
- 3 mars (Ex-Yougoslavie) :  le général croate Tihomir Blaskic est condamné à 45 ans de prison pour crimes contre l'humanité par le Tribunal pénal international.
- 15 mars (Allemagne) : à Hambourg, deux « boîtes à bébés » sont mises en service pour permettre aux mères en détresse d'abandonner leur nouveau-né.
- 26 mars (Russie) :  Vladimir Poutine est élu président de la fédération de Russie dès le premier tour (52,52 %).
- 25 avril (Italie) : Giuliano Amato devient président du Conseil des ministres. Il succède à Massimo D'Alema.
- 1er juin-31 octobre : exposition universelle de Hanovre
- 19 juin (Royaume-Uni) :  découverte, par les services douaniers, de 58 cadavres de clandestins chinois dans un camion réfrigéré dans le port de Douvres, lors d'un contrôle de routine.
- 1er juillet : la France prend la présidence du Conseil de l'Union européenne.
- 25 juillet : accident du Vol 4590 Air France. Un Concorde s'écrase sur un hôtel à Gonesse.
- 12 août (Russie) : le Koursk, sous-marin nucléaire russe contenant 118 hommes d'équipage, sombre en mer de Barents.
- 5 octobre (Yougoslavie) : début de la « Révolution des bulldozers » en Serbie. Le 7 octobre, démission du président Slobodan Milošević sous la pression de la rue.
- 17 octobre : accident ferroviaire d' Hatfield  en Angleterre.
- 11 novembre (Autriche) : l'embrasement d'un funiculaire à Kaprun entraîne la mort de cent cinquante-cinq personnes.
- 18 décembre : signature de la charte des droits fondamentaux de l'Union européenne.

## Chronologie thématique

### Peinture
- 1er janvier : vol au musée d'Oxford du tableau Auvers-sur-Oise de Paul Cézanne, estimé à plus de 31 millions de dollars
- 26 octobre : ouverture à Londres, à la National Portrait Gallery, de l'exposition internationale Painting The Century: 101 Portrait Masterpieces 1900-2000 (en français Peindre le Siècle : 101 Portraits majeurs 1900-2000), présentant en dix décennies un panorama étendu de certaines des étapes importantes du XXe siècle sur le plan culturel et historique. (Fin le 4 février 2001).

### Économie et commerce
- 9 janvier : prise de contrôle de Time Warner par AOL.
- 18 janvier : le groupe de grande distribution Cora lance Houra.fr, première grande surface sur le Web livrant partout en France.
- 17 février : à Seattle, Microsoft lance son nouveau système d'exploitation Windows 2000.
- 10 mars : pic de la bulle Internet, le NASDAQ atteint le record inégalé de 5 132,52 points.
- 17 mars : rachat de Land Rover à BMW par Ford.
- Mai : le G8 publie une liste de 42 États considérés comme des paradis fiscaux : leurs avoirs sont de 500 milliards de dollars, 3 % de la richesse du monde.
- 10 juillet : l'entreprise Airbus, associée à plusieurs firmes aéronautiques européennes, devient EADS.
- 4 septembre : le CAC 40 atteint sa valeur record de 6 922,33 points.
- 24-26 septembre : sommet du FMI et de la Banque mondiale à Prague ; « contre-sommet altermondialiste » rassemblant 30 000 personnes.

### Religion
- Jubilé de l'an 2000.
- 5 janvier : le 17e Karmapa, Orgyen Trinley Dorje, qui s'évada de son monastère de Tsourphou au Tibet en décembre 1999 arrive en Inde à Dharamsala, résidence du 14e dalaï-lama. Il réside toujours en 2008 au monastère de Gyuto à Sidhbari près de Dharamsala.
- 12 mars : démarche de repentance et de pardon de l'Église catholique romaine vis-à-vis des erreurs du passé, dans le cadre du grand Jubilé de l'an 2000.
- 17 au 22 avril : semaine sainte.
- 23 avril : dimanche de Pâques.
- 14 juin : Mehmet Ali Ağca, condamné à l'emprisonnement à vie en Italie pour la tentative d'assassinat sur Jean-Paul II, gracié, après 19 ans passés derrière les barreaux, par le président italien Carlo Azeglio Ciampi, est extradé vers la Turquie.

## Distinctions internationales

### Prix Nobel
Les lauréats du Prix Nobel en  2000 sont :
- Prix Nobel de physique : Jaurès Alferov, Herbert Kroemer et Jack Kilby
- Prix Nobel de chimie : Alan Heeger, Alan MacDiarmid et Hideki Shirakawa
- Prix Nobel de physiologie ou médecine : Arvid Carlsson, Paul Greengard et Eric Kandel
- Prix Nobel de littérature : Gao Xingjian
- Prix Nobel de la paix : Kim Dae-jung
- « Prix Nobel » d'économie : James Heckman et Daniel McFadden.

### Autres prix
- Prix Pritzker (architecture) : Rem Koolhaas.

## Décès en 2000

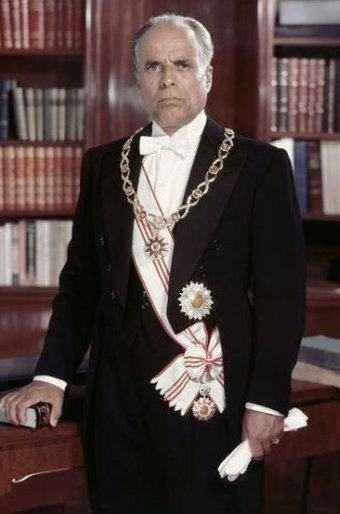
Habib Bourguiba

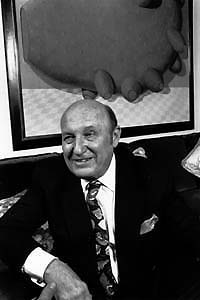
Frédéric Dard

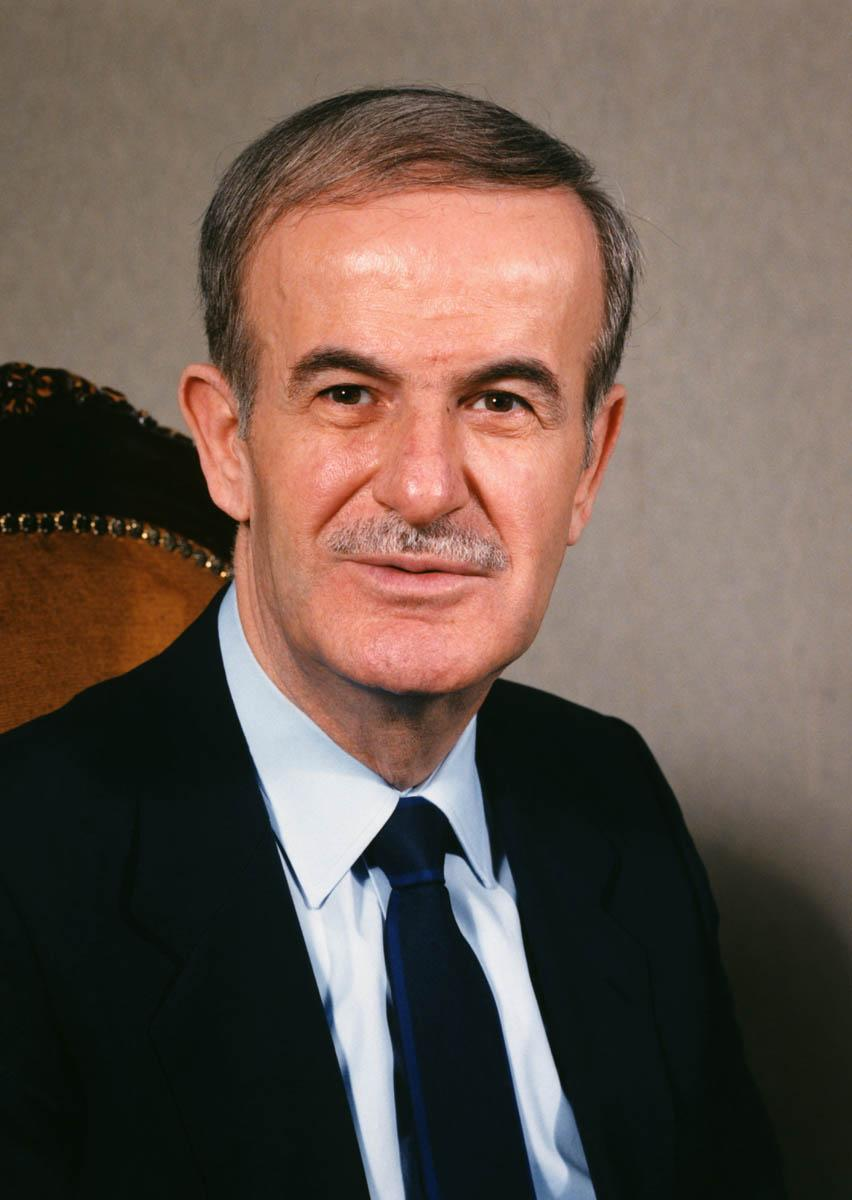
Hafez el-Assad

Personnalités majeures décédées en 2000
- 5 février : Claude Autant-Lara (cinéaste français)
- 6 avril : Habib Bourguiba (homme politique tunisien)
- 5 mai : Gino Bartali (coureur cycliste italien)
- 6 juin : Frédéric Dard (écrivain français)
- 10 juin : Hafez el-Assad (homme politique syrien)
- 29 juin : Vittorio Gassman (acteur italien)
- 22 juillet : Claude Sautet (cinéaste français)
- 5 août : Alec Guinness (acteur britannique)
- 28 septembre : Pierre Elliott Trudeau (homme politique canadien)
- 10 novembre : Jacques Chaban-Delmas (homme politique français)
- 22 novembre : Emil Zátopek (athlète tchécoslovaque)
- 22 novembre : Théodore Monod (naturaliste et explorateur français)